# Rachelle Campbell
Rachelle Campbell (* 30. Oktober 1956 in Guelph) ist eine ehemalige kanadische Sprinterin, die sich auf den 400-Meter-Lauf spezialisiert hatte.
1975 siegte sie bei den Panamerikanischen Spielen in Mexiko-Stadt in der 4-mal-400-Meter-Staffel.
Bei den Olympischen Spielen 1976 in Montreal erreichte sie über 400 m das Viertelfinale und wurde mit der kanadischen 4-mal-400-Meter-Stafette Achte.
1978 schied sie bei den Commonwealth Games in Edmonton über 400 m im Vorlauf aus und gewann mit der kanadischen 4-mal-400-Meter-Stafette Bronze.
1978 wurde sie Kanadische Meisterin.
Ihre persönliche Bestzeit von 52,6 s stellte sie am 6. Juli 1975 in Dortmund auf.